# تعادل سیال
تعادل سیال یا تعادل مایعات بدن (به انگلیسی: Fluid balance)، جنبه‌ای از هم‌ایستایی جانداران است که در آن مقدار آب موجود در جانداران باید از طریق تنظیم اسمزی و رفتار کنترل شود، به طوری که غلظت الکترولیت‌ها (نمک‌های موجود در محلول) در مایعات مختلف بدن در محدوده سالم نگه داشته شود. اصل اساسی تعادل سیال این است که مقدار آب ازدست‌رفته از بدن باید با مقدار آب دریافتی برابر باشد. به عنوان مثال، در انسان، خروجی (از طریق تنفس، عرق کردن، ادرار، مدفوع، و خلط) باید با ورودی (از طریق خوردن و آشامیدن، یا با مصرف تزریقی) برابر باشد. خوش‌حجمی (Euvolemia) حالت حجم طبیعی مایع بدن شامل حجم خون، حجم مایع بینابینی و حجم مایع درون‌سلولی است. کم‌حجمی و فزون‌حجمی (hypervolemia) عدم تعادل هستند. آب برای تمام حیات روی زمین ضروری است. انسان می‌تواند ۴ تا ۶ هفته بدون غذا و تنها چند روز بدون آب زنده بماند.

## مسیرهای از دست دادن و افزایش سیال
مایعات به روش‌های مختلف می‌توانند از بدن خارج شوند. مایع می‌تواند به صورت آب از پیش ساخته‌شده، غذا و نوشیدنی بلعیده‌شده و تا اندازه‌ای به صورت آب متابولیک وارد بدن شود که به عنوان محصول جانبی تنفس هوازی (تنفس سلولی) و سنتز کم‌آبی تولید می‌شود.